# 马来河
马来河，位于中国广西壮族自治区中东部，是黔江右岸支流，发源于贵港市港北区中里乡平天山东麓，源流向东转北，经白沙水库、中里乡驻地和奇石乡后流入贵港、桂平和武宣交界处的达开水库，马来河在武宣县桐岭镇鲁班村出库，蜿蜒流至马来村汇入黔江。河长70.2千米，比降33%，流域面积475平方千米。